# Кимбе
Кимбе (англ. Kimbe) — город на северо-востоке Папуа — Новой Гвинеи. Административный центр провинции Западная Новая Британия.

## География
Город расположен на северном берегу острова Новая Британия, на берегу залива Кимбе. В прибрежных водах вблизи города широко распространены коралловые рифы.

## Экономика
Экономика города представлена пищевой промышленностью (гл. образом производство пальмового масла), сельским хозяйством, лесной промышленностью и др. Крупнейшая компания по производству пальмого масла, New Britain Palm Oil Limited (NBPOL), имеет свою штаб-квартиру в деревне Моса, в 12 км от центра Кимбе.

## Население
По данным на 2013 год численность населения города составляла 27 205 человек.
Динамика численности населения города по годам:
| 1980  | 1990  | 2000   | 2013   |
| ----- | ----- | ------ | ------ |
| 4 662 | 8 383 | 14 656 | 27 205 |